# Westerleigh
Westerleigh är en ort i civil parish Westerleigh and Coalpit Heath, i distriktet South Gloucestershire, i Storbritannien. Den ligger i grevskapet Gloucestershire och riksdelen England, i den södra delen av landet, 160 km väster om huvudstaden London. Westerleigh ligger 76 meter över havet. Byn hade 560 invånare år 2021.
Terrängen runt Westerleigh är platt. Runt Westerleigh är det tätbefolkat, med 476 invånare per kvadratkilometer. Närmaste större samhälle är Bristol, 13,1 km sydväst om Westerleigh. Trakten runt Westerleigh består i huvudsak av gräsmarker.